# Papa Higino
Santo Higino (em grego, Ygínos) foi um Papa da Igreja Católica Romana (136-140) nascido em Atenas, na Grécia, eleito como sucessor do Papa Telésforo (126-136) e que ficou conhecido por tornar mais precisa a questão da hierarquia na Igreja e pelo estabelecimento do costume de haver padrinho e madrinha no batismo.
Filho de um filósofo grego, governou a Igreja por quatro anos e teve um pontificado perturbado pelas perseguições aos cristãos e pelos focos de heresia que começavam a nascer na Igreja dos primeiros tempos. Contando com a ajuda do filósofo São Justino, condenou as heresias e os heresiarcas, e conseguiu triunfar com êxito diante desses perigos.
De acordo com Santo Ireneu e Eusébio de Cesareia, como papa teve de enfrentar um movimento gnóstico do qual fizeram parte Valentim e Cerdão. Ambos ousaram enfrentar Roma, espalhando a heresia do gnosticismo, mistura de doutrinas e práticas religiosas com filosofia e mistérios, cujo princípio fundamental era haver uma fé comum que seria suficiente aos incultos, mas que existiria uma ciência reservada aos doutores que ofereceria a explicação filosófica da fé comum.
Os dois hereges foram excomungados pelo papa, que também era um notável filósofo de origem ateniense. No pontificado esmerou-se na preservação da integridade do ensinamento evangélico, mexeu nas estruturas hierárquicas e na cerimônia do batismo, instituiu as ordens menores para melhorar o serviço da Igreja e preparação do sacerdócio.
Não se sabe exatamente a causa de sua morte, mas se acredita que também tenha morrido martirizado sob a perseguição do Imperador Marco Aurélio, em Roma, embora haja muitas dúvidas em relação a isso. O papa de número 9 foi enterrado no Vaticano, próximo à tumba de São Pedro e sucedido por São Pio I (141-155). Sua festa é celebrada no dia 11 de janeiro.